# Гальвес (Санта-Фе)
Гальвес (исп. Coronda) — город и муниципалитет в департаменте Сан-Херонимо провинции Санта-Фе (Аргентина).

## История
В 1856 году на землях, принадлежащих Хосе Гальвесу (который в 1886 году стал губернатором провинции Санта-Фе), была основана сельскохозяйственная Колония-Маргарита, куда стали переселяться иммигранты из северной Италии. В 1886 году здесь была открыта железнодорожная станция, вокруг которой стал расти населённый пункт. В 1889 году станция и населённый пункт были переименованы в честь Гальвеса.

## Знаменитые уроженцы
- Андрес Носиони (род. 1979) — баскетболист.